# Så blev vi alla rasister
Så blev vi alla rasister är en debattbok av Ivar Arpi och Adam Cwejman. Den publicerades på Timbro förlag år 2018. Författarna kritiserar identitetspolitik som de menar är en modern form av rasism. Boken hävdar alltså att den moderna antirasismen är byggd på samma grunder som den gamla rasismen, där de som anses vara förtryckta måste identifieras och klassificeras utifrån sin etniska tillhörighet eller ras och förutsätts ha samma erfarenheter. Författarna pläderar för individualism och meritokrati som ett konstruktivt alternativ till antirasismen, som de betraktar som söndrande och polariserande.